# Ernst Peschka
Ernst Peschka (20. června 1900 Moravská Třebová – 17. ledna 1970 Waldkraiburg) byl československý politik německé národnosti a meziválečný poslanec Národního shromáždění za Sudetoněmeckou stranu.

## Biografie
Vychodil národní a měšťanskou školu a navštěvoval gymnázium v rodné Moravské Třebové. Po maturitě vystudoval německou techniku v Brně, obor elektrotechnika. Získal inženýrský titul a složil státní zkoušku. V letech 1923–1926 působil jako asistent na národohospodářské katedře německé techniky v Brně.
V letech 1934–1935 vedl národhospodářský referát ve vedení SdP. V letech 1935–1938 vedl v SdP hlavní úřad pro řemesla a obchod. Od roku 1938 byl náměstkem vedoucího celostátního Svazu Němců. Profesí byl stranickým funkcionářem a členem vedení SdP. Podle údajů z roku 1935 bydlel v Chebu. K roku 1936 se uvádí bytem v Praze.
V parlamentních volbách v roce 1935 se stal poslancem Národního shromáždění. Poslanecké křeslo ztratil na podzim 1938 v souvislosti se změnami hranic Československa.
Po anexi Sudet zastával v rámci Německé říše posty v organizaci Deutsche Arbeitsfront v Sudetské župě. Byl členem oddílů SA a zasedal za NSDAP jako poslanec Říšského sněmu. Po válce žil v Západním Německu.